# Hiša
Hiša je enodelna stanovanjska stavba. Po zapletenosti se lahko giblje od osnovne koče do kompleksne strukture iz lesa, opeke, betona ali drugega materiala, opremljene z vodovodnimi, električnimi ter ogrevalnimi, prezračevalnimi in klimatskimi sistemi. Hiše uporabljajo vrsto različnih strešnih sistemov, ki preprečujejo padavinam, kot je dež, v bivalni prostor. Hiše imajo lahko vrata ali ključavnice za zavarovanje bivalnega prostora ter zaščito prebivalcev in vsebine pred vlomilci ali drugimi nepridipravi. Večina običajnih sodobnih hiš v zahodnih kulturah bo vsebovala eno ali več spalnic in kopalnic, kuhinjo ali prostor za kuhanje in dnevno sobo. Hiša ima lahko ločeno jedilnico ali pa je jedilnica integrirana v drug prostor. V tradicionalnih družbah, usmerjenih v kmetijstvo, si lahko domače živali, kot so kokoši ali večja živina (na primer govedo), delijo del hiše z ljudmi. Pri starejših kmečkih domačijah se izraz hiša uporablja za bivalno sobo, ki je bila osrednji prostor doma.
Družbena enota, ki živi v hiši, je znana kot gospodinjstvo. Najpogosteje je gospodinjstvo neke vrste družinska enota, čeprav so gospodinjstva lahko tudi druge družbene skupine, kot so sostanovalci ali, v sobodajališču, nepovezani posamezniki. Nekatere hiše imajo bivalni prostor samo za eno družino ali podobno veliko skupino; večje hiše, imenovane mestne hiše ali vrstne hiše, lahko vsebujejo številna družinska stanovanja v isti strukturi. Hišo lahko spremljajo gospodarska poslopja, kot je garaža za vozila ali lopa za vrtnarsko opremo in orodje. Hiša ima lahko dvorišče ali sprednje dvorišče ali oboje, ki služita kot dodatna območja, kjer se prebivalci lahko sprostijo ali družijo.
Hiša v splošnem pomenu, pomeni in se nanaša na zatočišče ali stavbo ter strukturo, ki je stanovanje ali kraj bivanja z ljudmi. Izraz označuje bivališče za ljudi in mora zagotavljati osnovne pogoje za sprejemljivo življenje pod streho. Tako mora biti na voljo ogrevanje, prostori za pripravo hrane, ležišče, prostori in priprave za higieno, prostori za shranjevanje hrane, oblačil in drugih življenjskih potrebščin. 
Bivališča, hiše so sprva nastajale kot presežek skrbi za skupnost, ki je tako bila znatno bolje oskrbljena za primer zime, daljših padavin in drugih nezgod. Zgodnje naselbine so pri gradnji uporabljale zgolj naravne materiale le malo zidanega materiala. Za gradnjo hiše je bilo ključno zagotoviti stabilno, suho ognjišče oziroma omogočiti karseda kvalitetno izolacijo prostora. 
Antična arhitektura je pri izgradnji mest prvič uvajala tudi infrastrukturne povezave (kanalizacija, vodovod, cesta) in tako mestnim hišam postavljala zunanje pogoje pri gradnji. Prvič se sistematično pojavijo arhitekturne rešitve, ki oskrbijo prostor z naravno svetlobo, okni, pojavijo se celo vrtovi znotraj hiše. 
Arhitektura je v povezavi z etnologijo romantizirala gradnjo značilno za določen prostor. Tako se je pričelo preučevanje značilne gradnje hiš in razumevanje materialov vpletenih v gradnjo. Gradbeništvo v veliki meri sedaj uporablja gradbeni material, ki je izrazito vnaprej obdelan. Z modernizmom pri arhitekturi se pričenja gradnja večjih stanovanjskih naselij, blokov, kjer se standardizira potrebe po parkih, rekreacijskih prostorih, dnevni svetlobi in infrastrukturnih potrebah in se tako gradi večje število bivališč za kasneje priseljeno prebivalstvo. Bloki in blokovska naselja imajo sicer drugačno urejeno lastnino, a nudijo višjo kakovost življenja za manjše stroške vzdrževanja. Način skupnega urejanja teh naselij pa problematizira prebivalstvo, ki si ne more privoščiti dofinanciranja prenov.  

## Vrste hiš
- Bajta je hiša oziroma bivalna stavba. Beseda bajta ima pogosto slabšalni pomen. V njej običajno živijo delavske in kmečke družine. Tipični prostori bajte so: kašča, kuhinja in bivalni prostor, ki je hkrati tudi spalnica.

## Zgodovina
O najzgodnejšem nastanku hiše in njeni notranjosti je malo znanega, vendar ga lahko zasledimo do najpreprostejše oblike zaklonišč. Izjemno dobro ohranjena hiša iz 5. tisočletja pred našim štetjem, katere vsebina je še vedno ohranjena, je bila na primer izkopana v Tell Madhurju v Iraku. Teorije rimskega arhitekta Vitruvija trdijo, da je bila prva oblika arhitekture okvir iz lesenih vej, obdelan z blatom, znan tudi kot primitivna koča. Philip Tabor kasneje navaja prispevek nizozemskih hiš iz 17. stoletja kot temelj današnjih hiš.

### Srednji vek
V srednjem veku so dvorci omogočali različne dejavnosti in dogodke. Poleg tega so hiše sprejele številne ljudi, vključno z družino, sorodniki, zaposlenimi, služabniki in njihovimi gosti. Njihov življenjski slog je bil večinoma skupen, saj so območja, kot je Velika dvorana, uveljavljala navado obedovanja in srečanj, Solar pa je bil namenjen skupnim spalnim posteljam.
V 15. in 16. stoletju je italijansko renesančno palačo sestavljalo veliko prostorov. Za razliko od lastnosti in uporabe dvorcev večina prostorov v palači ni imela nobenega namena, a je imela več vrat. Ta vrata so mejila na sobe, ki jih Robin Evans opisuje kot »matrico ločenih, a med seboj temeljito povezanih prostorov«. Postavitev je omogočila stanovalcem, da so prosto hodili iz sobe v sobo od enih vrat do drugih, s čimer so prebili meje zasebnosti.
Zgodnji primer ločevanja sob in posledično izboljšanja zasebnosti je mogoče najti leta 1597 v hiši Beaufort, zgrajeni v Chelseaju v Londonu. Zasnoval jo je angleški arhitekt John Thorpe. Z ločitvijo prehoda od prostora se je razvila funkcija hodnika. Ta novi prizidek je bil takrat revolucionaren, saj je omogočal integracijo enih vrat na sobo, v kateri so bila vsa univerzalno povezana z istim hodnikom. Angleški arhitekt sir Roger Pratt trdi, da »običajna pot na sredini skozi celotno dolžino hiše [izogiba] pisarnam, da bi ena nadlegovala drugo, tako da nenehno prehaja skozi njih«. Družbene hierarhije v 17. stoletju so bile zelo cenjene, saj je arhitektura lahko poosebljala služabnike in višji sloj. Stanovalcem je na voljo več zasebnosti, kot nadalje trdi Pratt, »navadni služabniki se ne smejo nikoli javno pojaviti v mimohodu sem in tja za svoje priložnosti tam«. Ta družbena ločnica med bogatimi in revnimi je bila naklonjena fizični integraciji hodnika v stanovanje do 19. stoletja.
Sociolog Witold Rybczynski je zapisal, da se je »začela delitev hiše na dnevne in nočne namene ter na formalna in neformalna območja«. Sobe so bile spremenjene iz javnih v zasebne, saj so posamezni vhodi vsiljevali predstavo o vstopu v prostor s posebnim namen.